# Valentin Borejko
Valentin Vasiljevič Borejko (rusky Валентин Васильевич Борейко; 27. října 1933, Leningrad – 27. prosince 2012, Petrohrad) byl sovětský veslař. Na olympijských hrách 1960 v Římě získal zlatou medaili na dvojce bez kormidelníka. Jeho partnerem na lodi byl Oleg Golovanov. Spolu získali i titul mistrů světa v roce 1962.